# Senegal en los Juegos Olímpicos de Turín 2006
Senegal estuvo representado en los Juegos Olímpicos de Turín 2006 por un deportista masculino que compitió en esquí alpino.
El portador de la bandera en la ceremonia de apertura fue el esquiador alpino Leyti Seck. El equipo olímpico senegalés no obtuvo ninguna medalla en estos Juegos.